# Войска карабинеров Молдовы
Генеральный Инспекторат Карабинеров Республики Молдова (рум. Inspectoratul General de Carabinieri ale Republicii Moldova) — Генеральный инспекторат карабинеров является специализированным органом государства с военным статусом, подведомственным Министерству внутренних дел, предназначенным для защиты основных прав и свобод человека посредством выполнения функций по поддержанию, обеспечению и восстановлению общественного порядка, по предотвращению и выявлению преступлений и правонарушений, охране особо важных объектов, предотвращению терроризма и борьба с ним, обеспечение режима чрезвычайного положения, осады или войны.
Генеральный инспекторат карабинеров в мирное время осуществляет полицейские функции, а во время осады или войны — специфические функции вооружённых сил в соответствии с настоящим законом и действующими нормативными актами.
Генеральный инспекторат карабинеров является частью национальной системы общественного порядка и безопасности и национальной системы обороны.

## История
Войска были созданы 12 декабря 1991 года после принятия Парламентом и подписания президентом Закона № 806-XII «О войсках карабинеров (внутренних войсках) МВД». В январе 1992 года по приказу министра внутренних дел Республики Молдова, на базе отдельного полка СМЧМ ВВ МВД СССР (вч 5447) сформирован Мобильно-оперативный полк карабинеров (вч 1001, командиром был назначен Сергей Ганя) и, на базе отдельного полка сопровождения (вч 7481) внутренних войск бывшего СССР, полк сопровождения (вч 1002, командиром был назначен Валериу Чакир), с дислокацией штабов в Кишинёве.
13 марта 1992 года подразделения карабинеров (вч 1002) в первый раз отправляется в регион вооружённого конфликта в Приднестровье.
31 марта 1992 года во время нападения вблизи села Кошница (Дубоссарский район) героически пали в бою, выполнив служебное задание и сохранив жизнь подчинённых, командиры взвода Виктор Лаврентов и Думитру Роман.
30 мая 1992 года смешанное подразделение вч 1001 также отправляется в зону вооружённого конфликта (село Голеркань).
29 июля 1992 года, во время артиллерийского обстрела поста охраны пункта управления Главного штаба МВД Республики Молдова был смертельно ранен солдат Игорь Минескурте (вч 1001).
На основании приказа МВД от 24 августа 1993 года войска карабинеров начинают выполнять задачи по охране и обороне объектов дипломатических, для чего была сформирована вч 1026.
В феврале 1998 года подразделения войск карабинеров участвуют в ликвидации последствий стихийных бедствий в селе Леушень Хынчештского района.
12 февраля 2021 года парламент одобрил в финальном чтении законопроект по которому Войска карабинеров Молдовы до конца 2021 года полностью перейдут на контрактную службу. Также карабинеры вместо полицейских с 1 января 2022 года будут обеспечивать или восстанавливать порядок во время массовых мероприятий.

## Структура генерального командования
- Дирекция оперативного управления
- Дирекция стратегического управления
- Дирекция управления персоналом
- Дирекция безопасности и расследований
- Дирекция международного сотрудничества и миссий
- Дирекция снабжения
- Финансовый отдел
- Юридический отдел и противоправная практика
- Служба документации
- Служба информационных технологий
- Информационная служба и связь со средствами массовой информации
- Служба внутреннего аудита
- Служба защиты информации

## Подчиненные структуры с общей территориальной компетенцией
- Оперативный диспетчерат
- Батальон специального назначения «SCORPION».
- Отдел физической культуры и спорта
- Медицинское управления
- Тренировочный центр
- Страховой центр
- Военно-церемониальное направление

## Подчиненные подразделения
- Региональное управление «ЦЕНТР»
- Региональное управление «СЕВЕР»
- Региональное управление «ЮГ»

## Воинские части
| Названия                | Адрес                            |
| ----------------------- | -------------------------------- |
| Воинская часть №. 1001  | Кишинев, ул. Дойна, 102          |
| Воинская часть №. 1002  | Кишинев, ул. Тигина 34.          |
| Департамент карабинеров | Кишинев, ул. Г. Асаки 65А        |
| Воинская часть №. 1006  | Чореску, ул. С. Лазо, 4.         |
| Воинская часть №. 1003  | Бельцы, ул. Штефан чел Маре 140А |
| Воинская часть №. 1045  | Комрат, ул. Гаврилова, 99А       |
| 2-я рота (в/ч 1045)     | Кагул, ул. Салкымилор 10         |
| 3-я рота (в/ч 1045)     | Каушаны, ул. Тигина, 5           |

## Батальон специального назначения «SCORPION»
Батальон специального назначения «SCORPION» является элитным подразделением Генерального инспектората карабинеров МВД с полномочиями в области предупреждения и борьбы с актами терроризма, организованной преступностью и массовыми социальными волнениями.
Батальон специального назначения «SCORPION» имеет в зоне ответственности всю территорию Республики Молдова и укомплектован личным составом, подготовленным для выполнения специальных задач и обязанностей в соответствии с компетенцией.